# Белая Уса
Белая Уса — река в России, протекает по Междуреченскому району Кемеровской области.
Вытекает из озера Предгорное на высоте 1186 м над уровнем моря. Устье реки находится на высоте 420 м над уровнем моря в 88 км от устья реки Усы по правому берегу. Длина реки составляет 45 км.

## Данные водного реестра
По данным государственного водного реестра России относится к Верхнеобскому бассейновому округу, водохозяйственный участок реки — Томь от истока до города Новокузнецк, без реки Кондома, речной подбассейн реки — Томь. Речной бассейн реки — (Верхняя) Обь до впадения Иртыша.